# 古丁镇
古丁镇，是中华人民共和国广东省茂名市高州市下辖的一个乡镇级行政单位。此地原有顾、古、丁三姓人聚居，后发展成集市，称古丁圩。镇因圩名。原属信宜县，1958年成立古丁公社，1961年划入高州县，1983年改区，1987年建镇。镇政府驻古丁圩。

## 行政区划
古丁镇下辖以下地区：
古丁社区、朗八村、大堂村、新龙村、古丁村、龙湾村、龙马村、大朋村、石堆村、里坑村、马丽村、方旦村、大冲村、柏河村和黄沙村。